# Felipe Lopes
Felipe Aliste Lopes est un footballeur brésilien, né le 7 août 1987 à Osasco. Il évolue au poste de stoppeur.

## Biographie
Le 22 janvier 2013, il est prêté pour six mois avec option d'achat à VfB Stuttgart.

## Palmarès
CD Nacional
- Vainqueur de la Ledman Liga Pro en 2018.

## Statistiques
| Saison    | Club           | Pays           | Championnat        | Coupes nationales | Coupe d'Europe         |
| --------- | -------------- | -------------- | ------------------ | ----------------- | ---------------------- |
| 2006      | Guarani FC     | Série B        | 24 matchs          | -                 | -                      |
| 2006-2007 | RSC Anderlecht | Jupiler League | -                  | -                 | -                      |
| 2007-2008 | CD Nacional    | Liga Sagres    | 7 matchs           | 1 match           | -                      |
| 2008-2009 | CD Nacional    | Liga Sagres    | 25 matchs / 1 but  | 7 matchs          | -                      |
| 2009-2010 | CD Nacional    | Liga Sagres    | 27 matchs / 2 buts | 6 matchs          | 8 matchs / 2 buts (C3) |
| 2010-2011 | CD Nacional    | Liga Sagres    | 30 matchs / 1 but  | 6 matchs / 1 but  | -                      |
| 2011-2012 | CD Nacional    | Liga Sagres    | 11 matchs          | 4 matchs          | 6 matchs (C3)          |
| 2011-2012 | VfL Wolfsburg  | Bundesliga     | 13 matchs          | -                 | -                      |
| 2012-2013 | VfL Wolfsburg  | Bundesliga     | 1 match            | -                 | -                      |
| 2012-2013 | VfB Stuttgart  | Bundesliga     | 3 matchs           | -                 | -                      |

Dernière mise à jour le 20 mai 2013